# فينغ فاي
فينغ فاي (بالصينية: 馮飛) هو لاعب كرة قاعدة صيني، ولد في 18 فبراير 1983 في تشنغدو في الصين.

## وصلات خارجية
- فينغ فاي على موقع أوليمبيديا (الإنجليزية)